# Municipio de Cajeme
El municipio de Cajeme es uno de los 72 municipios que conforman el estado mexicano de Sonora, se ubica en el sur de la entidad, en la región del valle del Yaqui, y el nombre es tomado por el caudillo yaqui José María Leyva Pérez de apodo  "Cajeme", que significa, el que no bebe. Cuenta con 932 localidades activas dentro su territorio, su cabecera municipal y localidad más habitada es Ciudad Obregón, la segunda ciudad más grande del estado, mientras que tiene otros asentamientos importantes como Esperanza, Pueblo Yaqui, Cócorit, Marte R. Gómez, entre otras. El municipio fue declarado como tal el 29 de noviembre de 1927, y su nombre se escogió en honor a José María Leyva Cajeme, guerrero yaqui que militó en las tropas del estado en defensa de la tribu Yaqui, en contra del proceso civilizatorio.
Según el Censo de Población y Vivienda realizado en 2020 por el Instituto Nacional de Estadística y Geografía (INEGI), el municipio tiene un total de 436,484 habitantes lo que lo hacer ser el segundo más poblado de Sonora y ocupa una superficie de 4882,65 km². Su producto interno bruto per cápita es de USD 10,940, y su índice de desarrollo humano (IDH) es de 0.8636.

## Geografía
El municipio se encuentra ubicado al sur del estado de Sonora, y se localiza entre los paralelos 27° 06′ 57″ y 28° 22′ 47″ de latitud norte y los meridianos 104° 35′ 54″ de longitud oeste. La cabecera municipal es Ciudad Obregón, lugar donde se encuentra la mayor parte de la población y la mayor actividad económica; además de contar con cinco comisarías ubicadas en Esperanza, Cócorit, Providencia, Pueblo Yaqui y Marte R. Gómez.
El municipio de Cajeme representa el 1.7 % de la superficie del Estado y un 0.17 % del territorio nacional.

### Colindancias
Al norte colinda con el municipio de Suaqui Grande, al noreste con Ónavas, al este con Rosario y Quiriego, al sureste con Navojoa, Etchojoa y Benito Juárez, al oeste y suroeste con Bácum, al noroeste con Guaymas y al sur con el Mar de Cortés (Golfo de California).
| Noroeste: Guaymas | Norte: Suaqui Grande     | Nordeste: Ónavas                           |
| Oeste: Bácum      |                          | Este: Rosario, Quiriego                    |
| Suroeste: Bácum   | Sur: Golfo de California | Sureste: Navojoa, Etchojoa y Benito Juárez |

### Topografía
La mayor parte del municipio es plana, en el centro, sur y oeste se encuentra el Valle del Yaqui con 106 200 hectáreas de superficie agrícola, mientras que al norte se encuentra la zona serrana.

### Hidrografía
El municipio se localiza en la cuenca “B” del Río Yaqui de la región hidrológica número 9 siendo el mismo río el que abastece a la Presa Álvaro Obregón, cuyas aguas son utilizadas para actividades urbanas y agrícolas.
La Presa Álvaro Obregón, conocida también como el “Oviachic” (que en lengua yaqui significa ‘difícil’), es la única que hay en el municipio, y tiene una capacidad de almacenamiento de 2989 millones de metros cúbicos.

### Clima
El municipio presenta básicamente dos tipos de climas: seco y muy seco, con una precipitación media anual de 410 milímetros el primero y el segundo con una precipitación media anual de 299 milímetros. En ambos tipos de clima el 73 % de la precipitación se presenta en los meses de junio a septiembre.
A continuación se muestra una tabla con las normales climatológicas del tipo de clima que predomina en la zona norte del municipio (clima seco). Los datos climatológicos corresponden al periodo de 1981 al 2010 y fueron recopilados de la página del Servicio Meteorológico Nacional.

### Flora
La flora del municipio de Cajeme es denominada como la zona de pie de monte dentro de las subdivisiones geográficas del Desierto de Sonora (una zona de transición entre el desierto y la selva baja caducifolia).
Una gran parte del territorio municipal está constituido por selva baja caducifolia, principalmente en la zona norte y estribaciones de la Sierra Madre Occidental. Otra gran porción está constituida por matorral sarco-crasicuale tales como cirio, idria, cardón, copalquín, candelilla y agave.
También abundan diseminados en toda la extensión municipal áreas de vegetación entre las que encontramos el mezquital, palo verde, brea, palo fierro y huisache.

### Fauna
Abundan reptiles como coralillos, víbora de cascabel, rana, sapo toro y culebra chicotera y algunos mamíferos como el coyote, zorra, rata de campo, venado cola blanca y venado Bura, liebres y conejos.

## Historia
Los orígenes de este municipio se remontan al siglo XIX cuando se inició la agricultura en la región, siendo los poblados más antiguos los de Buenavista, Cumuripa y Cócorit.
El territorio del municipio de Cajeme abarca parte de territorios de los nativos yaquis. La región comenzó a ser evangelizada por misioneros jesuitas a partir de 1617.
El poblado de Cajeme (hoy Ciudad Obregón) fue dependencia del municipio de Cócorit. Desde el 29 de noviembre de 1927 Ciudad Obregón es la cabecera municipal del municipio de Cajeme. El primer ayuntamiento se instaló el 1 de enero de 1928.
Toma su nombre de José María Leyva Pérez, guerrero y defensor de la tribu Yaqui conocido también como “el indio Cajeme o el que no bebe. El Guerrero Yaqui, militó en las tropas del estado de Sonora, defensor de la tribu Yaqui contra el proceso civilizatorio. Condujo a la tribu Yaqui haciendo respetar sus derechos sobre estas tierras. Nació en 1837 y fue fusilado el 23 de abril de 1887.

## Demografía
De acuerdo a los resultados del Censo de Población y Vivienda realizado en 2020 por el Instituto Nacional de Estadística y Geografía (INEGI), la población total del municipio es de 436,484 habitantes, lo que lo convierte en segundo más poblado, sólo después del de Hermosillo. Cajeme cuenta con una densidad poblacional de 89.28 hab/km². Del total de pobladores, 214,601 son hombres y 221,883 son mujeres. En 2020 había 162,966 viviendas, pero de estas 135,744 viviendas estaban habitadas, de las cuales 47,512 estaban bajo el cargo de una mujer. Del total de los habitantes, 3259 personas mayores de 3 años (0.75% del total municipal) habla alguna lengua indígena; mientras que 4366 habitantes (1%) se consideran afromexicanos o afrodescendientes.
El 79.48% del municipio pertenece a la religión católica, el 9.61% es cristiano evangélico/protestante o de alguna variante y el 0.06% es de otra religión, mientras que el 10.68% no profesa ninguna religión.

### Educación y salud
Según el Censo de Población y Vivienda de 2020; 1410 niños de entre 6 y 11 años (0.32% del total), 1339 adolescentes de entre 12 y 14 años (0.31%), 16,959 adolescentes de entre 15 y 17 años (3.89%) y 21,697 jóvenes de entre 18 y 24 años (4.97%) no asisten a ninguna institución educativa. 5586 habitantes de 15 años o más (1.28%) son analfabetas, 7226 habitantes de 15 años o más (1.66%) no tienen ningún grado de escolaridad, 18,387 personas de 15 años o más (4.21%) lograron estudiar la primaria pero no la culminaron, 9554 personas de 15 años o más (2.19%) iniciaron la secundaria sin terminarla, teniendo el municipio un grado de escolaridad de 10.8.
La cantidad de población que no está afiliada a un servicio de salud es de 67,319 personas, es decir, el 15.42% del total municipal, de lo contrario el 84.49% sí cuenta con un seguro médico ya sea público o privado. En el territorio, 25,835 personas (5.92%) tienen alguna discapacidad o límite motriz para realizar sus actividades diarias, mientras que 6485 habitantes (1.49%) poseen algún problema o condición mental.

### Localidades
| Localidad                      | Población |
| Total del municipio            | 436,484   |
| Ciudad Obregón                 | 329,404   |
| Esperanza                      | 39,164    |
| Pueblo Yaqui                   | 14,173    |
| Marte R. Gómez (Tobarito)      | 8473      |
| Cócorit                        | 7424      |
| Providencia                    | 4146      |
| Quetchehueca                   | 3002      |
| Cuauhtémoc (Campo Cinco)       | 2493      |
| Antonio Rosales                | 2054      |
| Estación Corral                | 1774      |
| Allende (El Dieciocho)         | 1580      |
| Loma de Guamúchil              | 1571      |
| Francisco I. Madero (Campo 30) | 1300      |
| Vicente Guerrero (El Portón)   | 1248      |
| 31 de Octubre                  | 1225      |
| Mora Villalobos (Campo 29)     | 1177      |
| Progreso (Campo 47)            | 1050      |
| Altos de Jecopaco              | 929       |
| Morelos Uno                    | 724       |
| Los Hornos                     | 707       |
| Las Areneras                   | 647       |
| Francisco Villa                | 646       |
| Yucuribampo                    | 637       |
| Tesopobampo                    | 529       |
| Zona de Granjas                | 508       |
| Buenavista                     | 451       |
| Tepeyac                        | 405       |
| La Tinajera                    | 375       |
| Tajimaroa                      | 364       |
| La Argentina                   | 355       |

| Comisaría                              | Delegaciones |
| -------------------------------------- | --- |
| Comisaría de Cócorit                   | Delegación Estación CorralDelegación El Portón (Vicente Guerrero)Delegación La Tinajera. |
| Comisaría de Providencia               | Delegación Tepeyac (Campo 2)Delegación Mora Villalobos (Campo 29)Delegación Francisco I. Madero (Campo 30)Delegación Campo Veintiocho. |
| Comisaría de Esperanza                 | Delegación Los HornosDelegación BuenavistaDelegación Pueblito (Kilómetro Nueve)Delegación El PorvenirDelegación CumuripaDelegación El RealitoDelegación Zona de Granjas (Mica) |
| Comisaría de Pueblo Yaqui              | Delegación Pablo Bórquez (Campo 16)Delegación Morelos UnoDelegación Cuauhtémoc (Campo 5)Delegación Morelos DosDelegación QuetchehuecaDelegación Progreso (Campo 47)Delegación Nueva Casa de TerasDelegación Guadalupe VictoriaDelegación                                                       |
| Comisaría de Marte R. Gómez y Tobarito | Delegación TesopobampoDelegación Francisco VillaDelegación Antonio RosalesDelegación Allende (El Dieciocho)Delegación Altos de JecopacoDelegación La CarabinaDelegación El HenequénDelegación Sonora ProgresistaDelegación Díaz OrdazDelegación YucuribampoDelegación La Ladrillera Canal Alto |

Otras localidades son: Morelos Dos, Kilómetro Nueve, Sonora Progresista, Nueva Casa de Teras, Díaz Ordaz, Guadalupe Victoria, Puente de Picos, Campo Veintiocho, Cumuripa, El Henequén, Calle Muerta, La Carabina, Centauro del Norte, Solidaridad, Benito Juárez, El Porvenir, La Ladrillera Canal Alto. entre otras.

### Grupos étnicos
El 0.8 % de la población mayor de cinco años de edad de Cajeme es hablante de alguna lengua indígena; esto equivale en 2005 a un total de 2712 personas, siendo 1537 hombres y 1175 mujeres; de este total, 2593 son bilingües al español, mientras 1 se declaró monolingüe y 118 no especificaron dicha condición.
Existe una amplia variedad de lenguas indígenas habladas en Cajeme, incluso algunas que no son autóctonas de esta región de Sonora; principalmente por el fenómeno de la migración de trabajadores agrícolas de muchas partes del país, principalmente del centro y sureste, para trabajar en las plantaciones del Valle del Yaqui y que en ocasiones se quedan definitivamente a residir en la zona, aun así la representatividad de éstas lenguas es muy pequeña; la lengua indígena más hablada es el yaqui con 999 hablantes, seguido del mayo con 657 y muy lejanamente con el guarijío con 38, le siguen con grupos muy pequeños idiomas como tarahumara con 19 hablantes, el náhuatl con 12, el purépecha con 11 y las lenguas zapotecas con 9 y aún otras más con aún menor cantidad de hablantes, sin embargo, existen 924 hablantes que no especifican cual es el idioma materno que hablan.

## Política
El municipio de Cajeme fue creado como tal el 29 de noviembre de 1927, siendo segregado del territorio del entonces Municipio de Cócorit. El municipio de Cócorit fue a su vez suprimido e incorporado al de Cajeme el 26 de diciembre de 1930, junto con el de Bácum, sin embargo, este último fue vuelto a segregar de Cajeme el 13 de mayo de 1931. En 1937, un decreto del Congreso de Sonora estableció definitivamente el nombre de Cajeme para el municipio, señalando el de Ciudad Obregón para la cabecera municipal.
El gobierno del municipio es ejercido por el Ayuntamiento, que es electo por voto universal, directo y secreto para un periodo de tres años, que no podía ser reelegidos para el periodo inmediato pero sí de forma no continua, hasta la reforma constitucional y electoral del 2014 donde ya puede reelegirse, hasta por 3 periodos consecutivos. El ayuntamiento lo conforman el presidente Municipal, el síndico y el cabildo formado por veinte regidores, doce electos por mayoría relativa y ocho por el principio de representación proporcional; todos entran a ejercer su cargo el día 16 de septiembre del año en que se llevó a cabo su elección.

### Representación legislativa
Para la elección de diputados locales al Congreso del Estado de Sonora y de diputados federales a la Cámara de Diputados de México el municipio de Cajeme se encuentra integrado en los siguientes distritos electorales:
Local:
| Distrito Local | Cabecera            | Diputado actual             |
| -------------- | ------------------- | --------------------------- |
| XV             | Cd Obregón Sur      | Iriam Solis Garcia          |
| XVI            | Cd. Obregón Sureste | Héctor Raul Castelo         |
| XVII           | Cd. Obregón Centro  | Ernestina Castro Valenzuela |

Federal:
| Distrito Federal | Cabecera       | Diputado actual            |
| ---------------- | -------------- | -------------------------- |
| VI               | Ciudad Obregón | Gabriela Martínez Espinoza |

### Presidentes municipales[10]
| Período               | Presidente municipal           | Partido político                       | Nota                               |
| --------------------- | ------------------------------ | -------------------------------------- | ---------------------------------- |
| 1927-1928             | Ignacio Ruiz                   |                                        |                                    |
| 1928-1929             | Ignacio Mondaca H.             |                                        |                                    |
| 1929-1930             | Gustavo Dolores Cuevas         |                                        |                                    |
| 1930-1931             | Flavio F. Bórquez              |                                        |                                    |
| 1931-1932             | Viviano Martínez               |                                        |                                    |
| 1932-1932             | Vicente Mexía L.               |                                        |                                    |
| 1932-1933             | Manuel López Rivera            |                                        |                                    |
| 1933-1935             | Manuel M. Escamilla            | PNR                                    |                                    |
| 1935-1935             | Antonio Salmón                 | PNR                                    |                                    |
| 1935-1937             | Matías Méndez Limón            | PLM                                    |                                    |
| 1937-1937             | General Francisco Urbalejo     | PNR                                    |                                    |
| 1937-1937             | Mayor Felipe Ruiz              | PNR                                    |                                    |
| 16/09/1937-03/04/1938 | Wistano García                 | PNR                                    |                                    |
| 03/04/1938-15/04/1938 | Félix Verduzco                 | PRM                                    |                                    |
| 15/04/1938-28/11/1938 | General Manuel Aguirre         | PRM                                    |                                    |
| 29/11/1938-16/09/1939 | Rafael A. Guirado              | PRM                                    |                                    |
| 1939-1940             | Ramón M. Real                  | PRM                                    |                                    |
| 1940-1940             | Ignacio E. García              | PRM                                    |                                    |
| 1940-1941             | Faustino Félix Gastélum        | PRM                                    |                                    |
| 1941-1943             | Abelardo B. Sobarzo            | PRM                                    |                                    |
| 1943-1946             | Profr. Heriberto Salazar S.    | PRM                                    |                                    |
| 1946-1949             | Vicente Padilla Hernández      | PRI                                    |                                    |
| 1949-1952             | Gral. Miguel Guerrero Verduzco | PRI                                    |                                    |
| 1952-1955             | Rodolfo Elías Calles           | PRI                                    |                                    |
| 1955-1958             | René Gándara Romo              | PRI                                    |                                    |
| 1958-1958             | Antonio Valdez C.              | PRI                                    | Interino                           |
| 1958-1961             | J. Encarnación Chávez          | PRI                                    |                                    |
| 1961-1964             | Faustino Félix Serna           | PRI                                    |                                    |
| 1964-1967             | Ángel López Gutiérrez          | PRI                                    |                                    |
| 1967-1970             | Javier Robinson-Bours Almada   | PRI                                    |                                    |
| 1970-1970             | Rubén H. Meza                  | PRI                                    | Interino                           |
| 1970-1970             | Luis Antillón Peñúñuri         | PRI                                    | Interino                           |
| 1970-1970             | José Romano Félix              | PRI                                    | Interino                           |
| 1970-1972             | Dr. Carlos López Arias         | PRI                                    |                                    |
| 1972-1973             | Dr. Alonso Hernando Pola       | PRI                                    |                                    |
| 1973-1976             | Rodolfo León Manzo             | PRI                                    |                                    |
| 1976-1979             | Dr. Oscar Russo Vogel          | PRI                                    |                                    |
| 1979-1982             | Adalberto Rosas López          | PAN                                    |                                    |
| 1982-1985             | Eduardo Estrella Acedo         | PRI                                    |                                    |
| 1985-1988             | Sóstenes Valenzuela Miller     | PRI                                    |                                    |
| 1988-1991             | Armando Jesús Félix Holguín    | PRI                                    |                                    |
| 1991-1993             | Faustino Félix Escalante       | PRI                                    |                                    |
| 1993-1994             | Sergio Gastélum de la Vega     | PRI                                    |                                    |
| 1994-1997             | Raúl Ayala Candelas            | PRI                                    |                                    |
| 1997-2000             | Carlos Javier Lamarque Cano    | PRD                                    |                                    |
| 2000-2003             | Ricardo Bours Castelo          | PRI                                    |                                    |
| 2003-2006             | Armando Jesús Félix Holguín    | PAN                                    |                                    |
| 2006-2009             | Francisco Villanueva Salazar   | PRI Panal                              | Alianza PRI Sonora-Panal           |
| 2009                  | Roberto Zaragoza Félix         | PRI Panal                              | Interino. Alianza PRI Sonora-Panal |
| 2009-2012             | Manuel Barro Borgaro           | PAN                                    |                                    |
| 2012-2015             | Rogelio Díaz-Brown Ramsburgh   | PRI PVEM                               |                                    |
| 2015-2018             | Faustino Félix Chávez          | PRI                                    |                                    |
| 2018-2021             | Sergio Pablo Mariscal          | Morena                                 |                                    |
| 2021-2024             | Carlos Javier Lamarque Cano    | Morena                                 |                                    |
| 2024-                 | Carlos Javier Lamarque Cano    | Morena PVEM PT Panal Sonora PES Sonora | Reelecto                           |